# リンジャニ山
リンジャニ山（リンジャニやま、インドネシア語: Gunung Rinjani）は、インドネシア中部の西ヌサ・トゥンガラ州、小スンダ列島のロンボク島にある活火山である。インドネシアで3番目に高い山で、ロンボク島の最高峰である。同島の北部を占め、高さは3,726 m。これは日本の富士山より50 m低い。

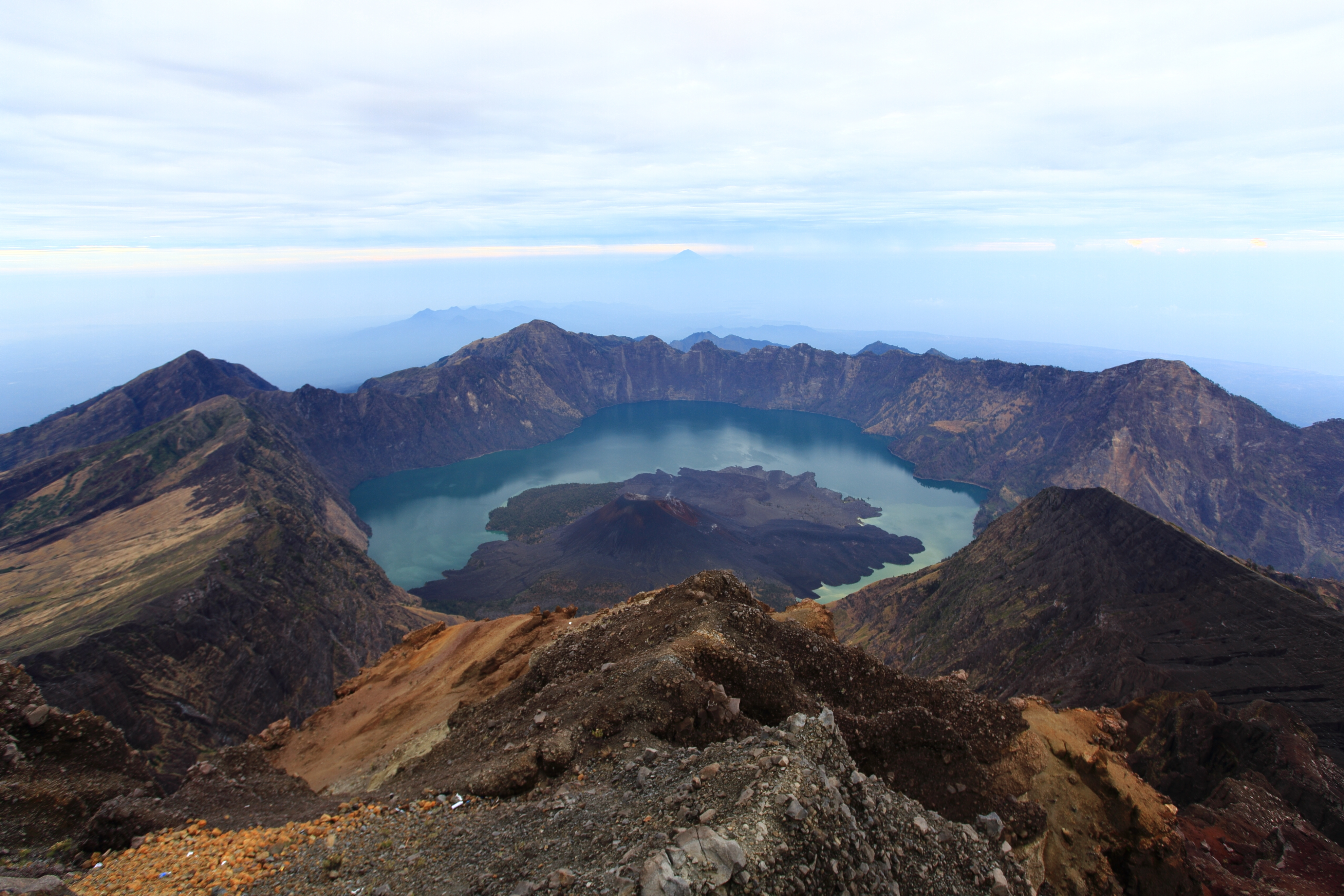
山頂から望むカルデラ

リンジャニ火山の活動におけるカルデラの形成は、13世紀の噴火によるものが初回と考えられ、10km3のマグマに相当する火砕物が噴出し、直径6×8kmのカルデラを形成した。
この1257年に起きた噴火は、過去3700年間に起きた噴火では最大規模と推定されている。また、中世ヨーロッパの記録文書には、この噴火の翌年の1258年の夏は異常低温で（夏のない年）、大雨による洪水が頻発したことにより農作物が不作だったという記述がある。
火口に天然温泉がある。尾根まで登ると、カルデラ内にあるセガラ・アナ湖を展望でき、山頂からはジャワ海とバリ島のアグン山を展望できる。
2018年、リンジャニ山を含むロンボク島はユネスコの世界ジオパークと生物圏保護区に指定された。
火口壁の縁をトレッキングすることも可能であるが、2025年には火口に転落事故も発生している。

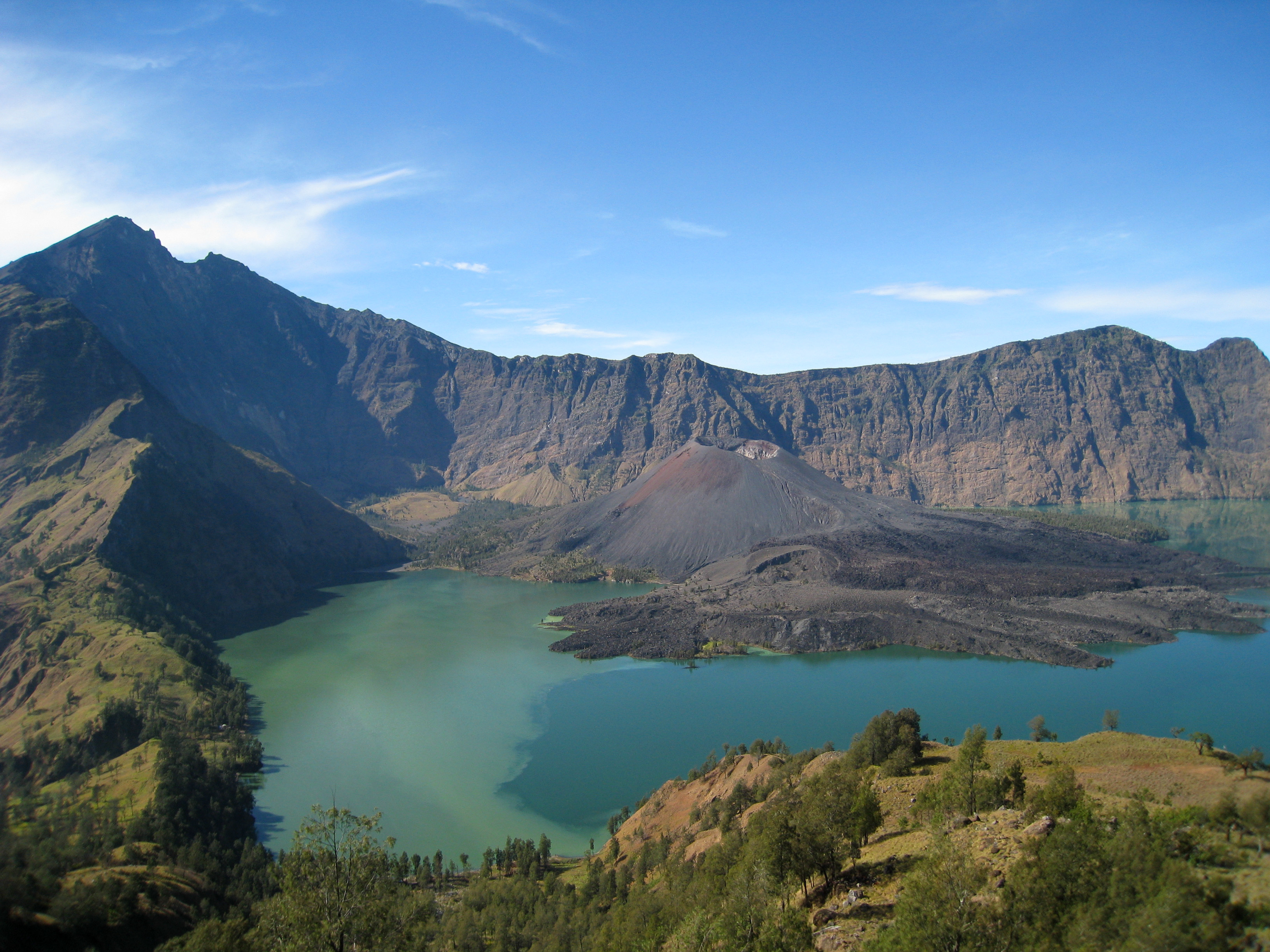
カルデラ、左が山頂
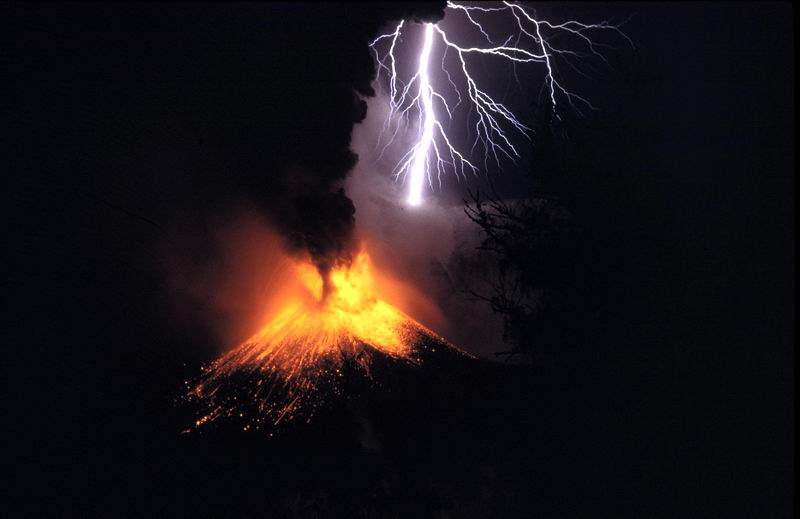
1994年の噴火
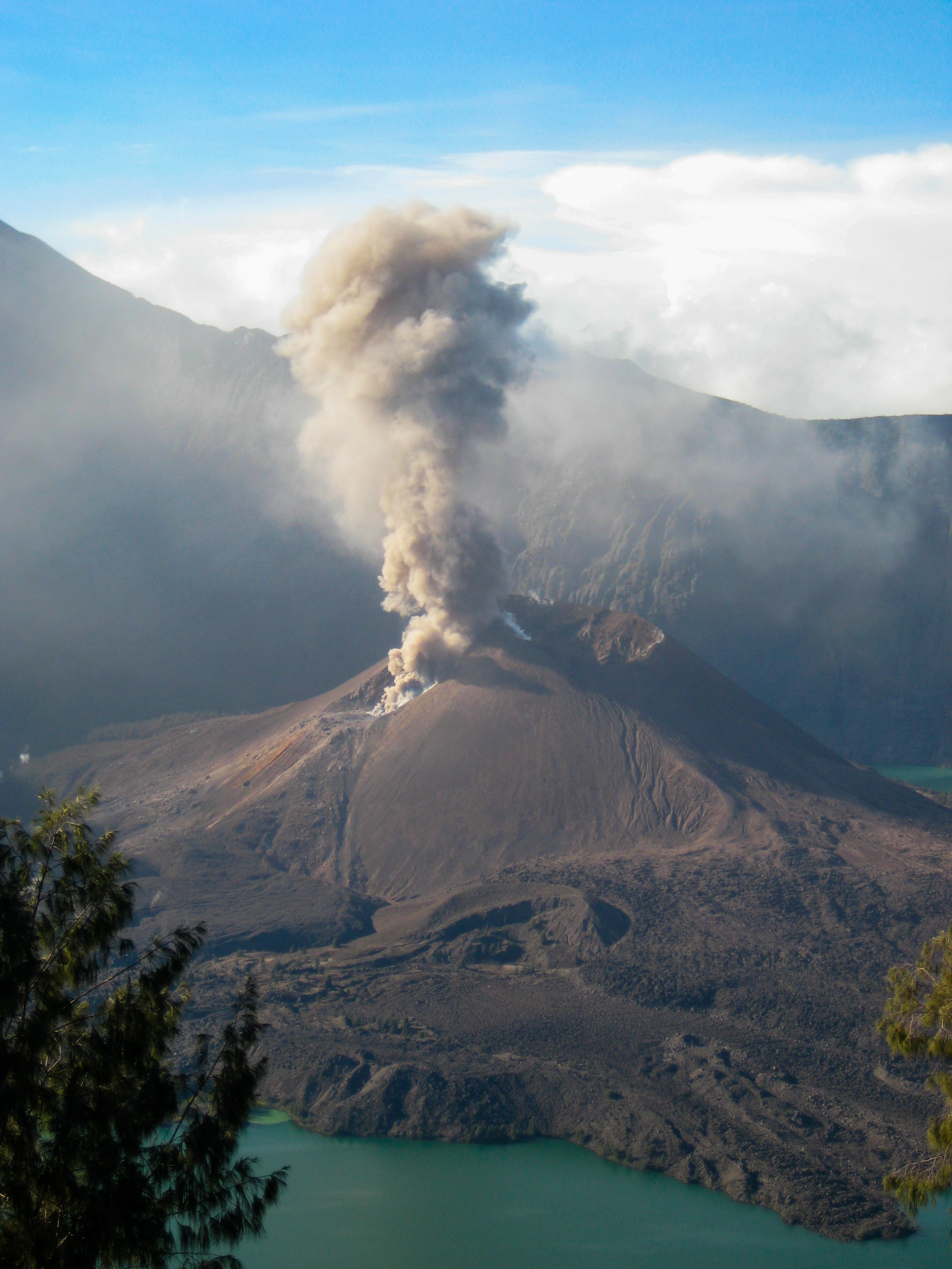
バルジャリ火砕丘(Barujari, 2010年)